# 7 Pułk Łączności KBW Ziemi Kieleckiej
7 pułk łączności KBW Ziemi Kieleckiej (7 pł) – samodzielny oddział łączności ludowego Wojska Polskiego.

## Formowanie i zmiany organizacyjne
Z dniem 1 stycznia 1964 w Kielcach-Stadionie przy ul. Szczepaniaka 7, na bazie 7 Pułku KBW, rozpoczął działalność 22 samodzielny batalion łączności. Już w  styczniu 1965 22 samodzielny batalion łączności został przeformowany w 7 pułk łączności KBW Ziemi Kieleckiej.
Rozkazem Głównego Inspektora Obrony Terytorialnej nr 04 z 21 stycznia 1967, 7 pułk łączności zmienił nazwę na 20 pułk łączności Wojsk Obrony Wewnętrznej Ziemi Kieleckiej. Zmieniła się również struktura pułku.
Na podstawie zarządzenia szefa Sztabu Generalnego z 17 lipca 1976, oraz rozkazu dowódcy Wojsk Obrony Wewnętrznej z 30 września 1976,  20 pułk łączności WOWew został przeformowany w 20 Brygadę Łączności WOWew Ziemi Kieleckiej.
| Struktura organizacyjna pułku | Struktura organizacyjna pułku        |
| 7 pułk KBW                    | 20 pułk WOWewn.                      |
| ----------------------------- | ------------------------------------ |
| dowództwo i sztab pułku       |                                      |
| 1 batalion dowodzenia         | batalion radiowy                     |
| 2 batalion dowodzenia         | batalion telefoniczno-telegraficzny  |
| kompania radioliniowa         | batalion radioliniowo-kablowy        |
| kompania kablowa              | kompania ruchomych środków łączności |
| kompania obsługi              | kompania transportowo-gospodarcza    |

## Dowódca jednostki
- ppłk Czesław Sitarski (1965 – 1976)